# Hakea myrtoides
Hakea myrtoides (лат.) — кустарник, вид рода Хакея (Hakea) семейства Протейные (Proteaceae), произрастающий на хребте Дарлинг близ Перта в Западной Австралии.

## Ботаническое описание
Hakea myrtoides — лигнотуберозный кустарник высотой до 0,3-0,9 м. Сиреневые, розовые или малиновые цветы растут группами в пазухах листьев вдоль дугообразных веточек зимой и ранней весной. Плоды — маленькие яйцевидные капсулы из древесных семян диаметром менее 1 см с коротким слегка изогнутым клювом. Жёсткие листья маленькие, широкие, эллиптические и похожи на листья мирта (отсюда и myrtiodes) и имеют длину около 2 см с выступающей средней жилкой и сужающейся к острой вершине. При выращивании растение часто прививают на Hakea salicifolia, что позволяет ему расти в более широком разнообразии почвенных условий.

## Таксономия
Вид Hakea myrtoides был описан немецким ботаником Карлом Мейсснером в 1845 году в книге Иоганна Георга Христиана Лемана. Видовой эпитет — от названия рода myrtus — мирт и от греческого -oides, означающего «аналогично» (т.е. «миртовидная»), имея в виду форму листа.

## Распространение и местообитание
H. myrtoides — относительно редкий вид, растущий вблизи Перта к северу от равнин Виктории. Растёт на латеритовых песчаных глинах, гранитных обнажениях и в эвкалиптовых лесах. Декоративное садовое растение, пригодное для рокариев и в качестве почвенного покрова на хорошо дренированных, открытых солнечных участках.

## Охранный статус
Вид Hakea myrtoides классифицируется как «не угрожаемый» Департаментом парков и дикой природы правительства Западной Австралии.